# César Pinteau
César Pinteau, né le 7 janvier 1910 à Lourches et mort le 10 janvier 1980 à Valenciennes, est un footballeur français qui évoluait à l'US Valenciennes-Anzin au poste d'attaquant.
En septembre 1937, il eut la jambe brisée lors d'un match entre le Red Star et Valenciennes. À la suite de cet incident, il ne parvint jamais à retrouver le plus haut niveau. 
Après sa carrière de joueur il devint dirigeant à Valenciennes et il entraîna les équipes réserves du club.